# Psylliodes verisimilis
Psylliodes verisimilis är en skalbaggsart som beskrevs av Henry Clinton Fall 1933. Psylliodes verisimilis ingår i släktet Psylliodes och familjen bladbaggar. Inga underarter finns listade i Catalogue of Life.